# Wilhelm Keller

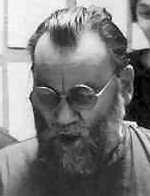
Wilhelm Keller, 1985

Wilhelm Keller (Wels, 8 augustus 1920 – Salzburg, 4 juni 2008) was een Oostenrijks hoogleraar muziekpedagogiek, componist en schrijver.

## Biografische gegevens
Wilhelm Keller studeerde muziek, muziekpedagogiek en filosofie in Salzburg, Innsbruck, Leipzig en Münster. Tijdens de Tweede Wereldoorlog werd hij zwaargewond. In 1945 werd hij als leraar aangesteld aan het Mozarteum in Salzburg in de muziektheoretische vakken. In 1950 werd hij voor deze vakken aangesteld aan het conservatorium van Detmold en vanaf 1960 aan de Pedagogische Hogeschool van Lüneburg.
In 1962 nodigde de Duitse musicus en muziekpedagoog Carl Orff hem uit terug te keren naar Salzburg om naast hem het Orff-Instituut als onderdeel van het Mozarteum op te bouwen. In 1964 ontving hij hier de titel van universitair hoogleraar, in Oostenrijk als aanspreektitel professor. Vanaf 1973 gaf hij leiding aan een door hem opgebouwde onderafdeling van het Orff-Instituut, dat zich vooral richtte op de pedagogische en therapeutische toepassing met muzikale middelen voor lichamelijk en geestelijk gehandicapten. Hij heeft dit werk tot aan zijn emeritaat in 1991 gedaan. 
Vanaf 1964 was hij betrokken bij het Salzburger Adventsingen, een lokaal festival waarbij jaarlijks in de tijd voor Kerstmis bekende en onbekende kerstliederen in de openlucht werden uitgevoerd door koren of in samenzang. Het zoeken naar steeds ander repertoire in oude handschriften en boeken stond voor Keller daarbij voorop. Ook werden nieuwe composities uitgevoerd. 
Wilhelm Keller heeft een belangrijke internationale rol gespeeld in de verspreiding en stimulering van het Orff-Schulwerk. Ook voor Nederland is hij van belang geweest. Vanaf het begin van de jaren 60 was hij naast Pierre van Hauwe jaarlijks betrokken bij de internationale Orff-cursus, zoals die in de dagen na Kerstmis in Delft tot 1985 werd georganiseerd. Vele duizenden muziekleraren, onderwijzers en kleuterleidsters, maar in latere jaren ook muziektherapeuten uit heel Europa maakten op deze cursus voor het eerst kennis met het Orff-Schulwerk en met het gebruik van het Orff-Instrumentarium.
In 1991 werd aan Wilhelm Keller de eervolle Pro Merito Eremedaille uitgereikt door de Carl Orff Stichting (München). Pierre van Hauwe ontving deze onderscheiding in 1996.
Wilhelm Keller heeft vele publicaties op zijn naam staan in de vorm van boeken, composities, artikelen in vaktijdschriften en grammofoonplaten of cd's. Hieronder is o.a. een in twee banden uitgegeven theoretisch werk  „Handbuch der Tonsatzlehre“, een inleiding op Carl Orffs „Antigonae“ en vijf delen in de muziekpedagogische serie „Ludi Musici“.

## Composities
(niet volledig)
- Passion (1977; Text: Wilhelm Willms, 1977 Hänssler
- Robo, der Roboter Fidula-Verlag, 1977
- Die Völker spielen Völkerball Verlag Merseburger, 1978
- ... die Liab ist übergross! Emil Katzbichler, 1979
- Jahresdauerlauf Fidula-Verlag, 1980
- Ostertanzlied (1981; Text Wilhelm Willms, 1981)Fidula-Verlag, 1981
- Qua-, qua-, quatsch Fidula-Verlag, 1981
- Sonnenlied 1981; Tekst: Franciscus van Assisi Fidula-Verlag
- Nigunim Fidula-Verlag, 1982
- Karnevalkantatchen Fidula-Verlag, 1982
- Der Gevatter Tod Ernst Klett, 1982
- Muttertag Fidula-Verlag, 1983
- Der kleine Trommler Fidula-Verlag, 1983
- Wenn der Mantel der Bitterkeit fällt Fidula-Verlag, 1986
- Rotula Fidula-Verlag, 1990
- Der Tanz Fidula-Verlag, 1995
- Magnificat (1985) Musica-Pretiosa-Verlag, 1995
- Organa pro organo Alfred Coppenrath, 1996

## Discografie
(niet volledig)
- 1978 LP Das Weihnachtsspiel Fidula-Verlag
- 1981 LP Verborgener Gott (naar Psalmen von Ernesto Cardenal) Fidula-Verlag
- 1981 LP  Die Auftakteule Fidula-Verlag
- 1981 LP Oaner geht um im Land Teldec
- 1996 CD Carmina humana Sony
- 2000 CD Adventus Domini : die Wölfe werden bei den Lämmern wohnen, Salzburger Weihnachtsoratorium Profil-Verlag